# Algéria a 2008. évi nyári olimpiai játékokon
Algéria a kínai Pekingben megrendezett 2008. évi nyári olimpiai játékok egyik részt vevő nemzete volt. Az országot az olimpián 12 sportágban 56 sportoló képviselte, akik összesen 2 érmet szereztek.

## Érmesek
| Érem  | Versenyző      | Sportág   | Versenyszám     |
| ----- | -------------- | --------- | --------------- |
| Ezüst | Ammár Benihlef | Cselgáncs | Férfi középsúly |
| Bronz | Szorája Haddád | Cselgáncs | Női harmatsúly  |

## Asztalitenisz
Férfi
| Versenyző  | Versenyszám | Selejtező                                            | 64-es főtábla     | 48-as főtábla     | 32-es főtábla     | Nyolcaddöntő      | Negyeddöntő       | Elődöntő          | Döntő             | Helyezés |
| Versenyző  | Versenyszám | Ellenfél Eredmény                                    | Ellenfél Eredmény | Ellenfél Eredmény | Ellenfél Eredmény | Ellenfél Eredmény | Ellenfél Eredmény | Ellenfél Eredmény | Ellenfél Eredmény | Helyezés |
| ---------- | ----------- | ---------------------------------------------------- | ----------------- | ----------------- | ----------------- | ----------------- | ----------------- | ----------------- | ----------------- | -------- |
| Idír Hurta | Egyes       | William Henzell (AUS) · 11-8, 3-11, 2-11, 5-11, 8-11 | kiesett           | kiesett           | kiesett           | kiesett           | kiesett           | kiesett           | kiesett           | 65.      |

## Atlétika
Férfi
| Versenyző         | Versenyszám     | Előfutam      | Előfutam      | Előfutam      | Elődöntő  | Elődöntő | Elődöntő | Döntő      | Döntő      |
| Versenyző         | Versenyszám     | Idő           | Hely.         | Össz.         | Idő       | Hely.    | Össz.    | Idő        | Helyezés   |
| ----------------- | --------------- | ------------- | ------------- | ------------- | --------- | -------- | -------- | ---------- | ---------- |
| Nabíl Mádi        | 800 m           | 1:45,75 q     | 3.            | 6.            | 1:45,63   | 1. Q     | 5.       | 1:45,96    | 7.         |
| Nadzsím Manször   | 800 m           | 1:45,62 q     | 3.            | 3.            | 1:45,54 q | 4.       | 4.       | 1:47,19    | 8.         |
| Antar Zerg el-Ajn | 800 m           | nem indult el | nem indult el | nem indult el | kiesett   | kiesett  | kiesett  | kiesett    | kiesett    |
| Antar Zerg el-Ajn | 1500 m          | 3:42,30       | 5. Q          | 33.           | 3:40,64   | 11.      | 19.      | kiesett    | kiesett    |
| Tárek Búkensza    | 1500 m          | 3:36,11       | 4. Q          | 8.            | 3:39,73   | 7.       | 16.      | kiesett    | kiesett    |
| Kamál Búlahfán    | 1500 m          | 3:45,59       | 10.           | 42.           | kiesett   | kiesett  | kiesett  | kiesett    | kiesett    |
| Ali Szaídi-Szjef  | 5000 m          | 14:15,00      | 12.           | 35.           |           |          |          | kiesett    | kiesett    |
| Hudír Aggún       | 10 000 m        |               |               |               |           |          |          | nem indult | nem indult |
| Rabí Mahlúf       | 3000 m akadály  | 8:29,74       | 8.            | 25.           |           |          |          | kiesett    | kiesett    |
| Mohammed Ámör     | 20 km gyaloglás |               |               |               |           |          |          | 1:32:21    | 48.        |

| Versenyző  | Versenyszám | Selejtező     | Selejtező     | Döntő    | Döntő    |
| Versenyző  | Versenyszám | Eredmény      | Helyezés      | Eredmény | Helyezés |
| ---------- | ----------- | ------------- | ------------- | -------- | -------- |
| Iszám Níma | Távolugrás  | nem indult el | nem indult el | kiesett  | kiesett  |

Női
| Versenyző        | Versenyszám    | Előfutam | Előfutam | Előfutam | Elődöntő | Elődöntő | Elődöntő | Döntő   | Döntő    |
| Versenyző        | Versenyszám    | Idő      | Hely.    | Össz.    | Idő      | Hely.    | Össz.    | Idő     | Helyezés |
| ---------------- | -------------- | -------- | -------- | -------- | -------- | -------- | -------- | ------- | -------- |
| Nahída Tuhámi    | 1500 m         | 4:18,99  | 11.      | 30.      |          |          |          | kiesett | kiesett  |
| Szuád Áit Szálem | Maraton        |          |          |          |          |          |          | 2:28:29 | 9.       |
| Vidád Mendíl     | 3000 m akadály | 9:52,35  | 17.      | 37.      |          |          |          | kiesett | kiesett  |

| Versenyző   | Versenyszám | Selejtező | Selejtező | Döntő    | Döntő    |
| Versenyző   | Versenyszám | Eredmény  | Helyezés  | Eredmény | Helyezés |
| ----------- | ----------- | --------- | --------- | -------- | -------- |
| Bája Rahúli | Hármasugrás | 13,87 m   | 22.       | kiesett  | kiesett  |

## Birkózás

### Férfi
Kötöttfogású
| Versenyző       | Versenyszám | Selejtező         | Nyolcaddöntő                           | Negyeddöntő       | Elődöntő          | Vigaszág első kör | Vigaszág elődöntő | Bronz- mérkőzés   | Döntő             | Helyezés |
| Versenyző       | Versenyszám | Ellenfél Eredmény | Ellenfél Eredmény                      | Ellenfél Eredmény | Ellenfél Eredmény | Ellenfél Eredmény | Ellenfél Eredmény | Ellenfél Eredmény | Ellenfél Eredmény | Helyezés |
| --------------- | ----------- | ----------------- | -------------------------------------- | ----------------- | ----------------- | ----------------- | ----------------- | ----------------- | ----------------- | -------- |
| Mohammed Szerír | 66 kg       |                   | Szergej Kovalenko (RUS) · 0-6, 0-6 SUP | kiesett           | kiesett           |                   |                   |                   |                   | 20.      |
| Meszúd Zegdán   | 74 kg       |                   | Konstantin Schneider (GER) · 1-4, 0-4  | kiesett           | kiesett           |                   |                   |                   |                   | 20.      |
| Szamír Búgerra  | 96 kg       |                   | Csiang Hua-csen (CHN) · 0-5, 0-3       | kiesett           | kiesett           |                   |                   |                   |                   | 19.      |

SUP - döntő fölény

## Cselgáncs
Férfi
| Versenyző      | Versenyszám  | Selejtező         | 32-es főtábla                            | Nyolcaddöntő                      | Negyeddöntő                         | Elődöntő                                   | Vigaszág első kör                    | Vigaszág negyeddöntő | Vigaszág elődöntő | Bronz- mérkőzés   | Döntő                              | Helyezés |
| Versenyző      | Versenyszám  | Ellenfél Eredmény | Ellenfél Eredmény                        | Ellenfél Eredmény                 | Ellenfél Eredmény                   | Ellenfél Eredmény                          | Ellenfél Eredmény                    | Ellenfél Eredmény    | Ellenfél Eredmény | Ellenfél Eredmény | Ellenfél Eredmény                  | Helyezés |
| -------------- | ------------ | ----------------- | ---------------------------------------- | --------------------------------- | ----------------------------------- | ------------------------------------------ | ------------------------------------ | -------------------- | ----------------- | ----------------- | ---------------------------------- | -------- |
| Omar Rebáhi    | Légsúly      |                   | Rishod Sobirov (UZB) · 0000-1001         | kiesett                           | kiesett                             | kiesett                                    |                                      |                      |                   |                   |                                    | 21.      |
| Munír Benamádi | Harmatsúly   |                   | Steven Brown (AUS) · 1010-0000           | Mirali Sharipov (UZB) · 0000-0001 | kiesett                             | kiesett                                    |                                      |                      |                   |                   |                                    | 17.      |
| Ammár Merídzsa | Könnyűsúly   |                   | Kansztancin Szjamjonav (BLR) · 0010-0102 | kiesett                           | kiesett                             | kiesett                                    |                                      |                      |                   |                   |                                    | 21.      |
| Ammár Benihlef | Középsúly    |                   | Mohammed el-Aszri (MAR) · 0011-0001      | David Alarza (ESP) · 1020-0001    | Sergei Aschwanden (SUI) · 0001-0000 | Yves-Matthieu Dafreville (FRA) · 1000-0000 |                                      |                      |                   |                   | Irakli Cirekidze (GEO) · 0000-0001 |          |
| Hasszán Azzún  | Félnehézsúly |                   | Movlud Miraliyev (AZE) · 0001-1000       |                                   |                                     |                                            | Levan Zsorzsoliani (GEO) · 0001-1001 | kiesett              | kiesett           | kiesett           |                                    | 13.      |

Női
| Versenyző      | Versenyszám | Selejtező                          | Nyolcaddöntő                             | Negyeddöntő                   | Elődöntő                          | Vigaszág első kör                    | Vigaszág negyeddöntő           | Vigaszág elődöntő | Bronz- mérkőzés                   | Döntő             | Helyezés |
| Versenyző      | Versenyszám | Ellenfél Eredmény                  | Ellenfél Eredmény                        | Ellenfél Eredmény             | Ellenfél Eredmény                 | Ellenfél Eredmény                    | Ellenfél Eredmény              | Ellenfél Eredmény | Ellenfél Eredmény                 | Ellenfél Eredmény | Helyezés |
| -------------- | ----------- | ---------------------------------- | ---------------------------------------- | ----------------------------- | --------------------------------- | ------------------------------------ | ------------------------------ | ----------------- | --------------------------------- | ----------------- | -------- |
| Merjem Músza   | Légsúly     | Sandrine Ilendou (GAB) · 0011-0000 | Michaela Baschin (GER) · 0000-0101       | kiesett                       | kiesett                           |                                      |                                |                   |                                   |                   | 15.      |
| Szorája Haddád | Harmatsúly  | Marie Muller (LUX) · 0211-0000     | Hortance Diédhiou (SEN) · 0010-0001      | Kim Gjongok (KOR) · 0210-0001 | Hszien Tung-mej (CHN) · 0000-1001 |                                      |                                |                   | Solpan Kalijeva (KAZ) · 0121-0010 |                   |          |
| Lila Latrúsz   | Könnyűsúly  | Hszü Jen (CHN) · 0001-1001         |                                          |                               |                                   | Nina Koivumäki (FIN) · 0000-0001     | kiesett                        | kiesett           | kiesett                           |                   | 13.      |
| Kahína Szaídi  | Váltósúly   | Marcon Bezzina (MLT) · 0200-0000   | Elisabeth Willeboordse (NED) · 0001-1100 | kiesett                       | kiesett                           |                                      |                                |                   |                                   |                   | 14.      |
| Rasída Verdán  | Középsúly   |                                    | Edith Bosch (NED) · 0010-0110            |                               |                                   | Sisilia Rasokisoki (FIJ) · 1001-0000 | Ronda Rousey (USA) · 0000-1001 | kiesett           | kiesett                           |                   | 9.       |

## Evezés
Férfi
| Versenyző                            | Versenyszám              | Előfutam | Előfutam | Vigaszág/ Egypárevezősnél középdöntő | Vigaszág/ Egypárevezősnél középdöntő | Elődöntő | Elődöntő | Elődöntő | Döntő | Döntő   | Döntő | Helyezés |
| Versenyző                            | Versenyszám              | Idő      | Hely.    | Idő                                  | Hely.                                | Típus    | Idő      | Hely.    | Típus | Idő     | Hely. | Helyezés |
| ------------------------------------ | ------------------------ | -------- | -------- | ------------------------------------ | ------------------------------------ | -------- | -------- | -------- | ----- | ------- | ----- | -------- |
| Sauki Driesz                         | Egypárevezős             | 7:57,65  | 5.       |                                      |                                      | E/F      | 7:34,84  | 3.       | E     | 7:32,82 | 6.    | 29.      |
| Kámel Áit Dávúd Mohammed Rjád Gárídi | Könnyűsúlyú kétpárevezős | 6:43,94  | 5.       | 7:05,73                              | 6.                                   | C/D      | 6:43,80  | 4.       | D     | 6:47,44 | 2.    | 20.      |

## Kerékpározás

### Országúti kerékpározás
Férfi
| Versenyző    | Versenyszám   | Idő                        | Helyezés                   |
| ------------ | ------------- | -------------------------- | -------------------------- |
| Hisem Saabán | Mezőnyverseny | nem ért célba (lekörözték) | nem ért célba (lekörözték) |

## Ökölvívás
| Versenyző             | Versenyszám     | Selejtező                      | Nyolcaddöntő                        | Negyeddöntő                      | Elődöntő          | Döntő             | Helyezés |
| Versenyző             | Versenyszám     | Ellenfél Eredmény              | Ellenfél Eredmény                   | Ellenfél Eredmény                | Ellenfél Eredmény | Ellenfél Eredmény | Helyezés |
| --------------------- | --------------- | ------------------------------ | ----------------------------------- | -------------------------------- | ----------------- | ----------------- | -------- |
| Abd el-Halím Úrrádi   | Harmatsúly      | John Joe Nevin (IRL) · 4-9     | kiesett                             | kiesett                          | kiesett           | kiesett           | 17.      |
| Abd el-Káder Sádi     | Pehelysúly      |                                | Sailom Adi (THA) · 7-6              | Yakup Kılıç (TUR) · 6-13         | kiesett           | kiesett           | 5.       |
| Hamza Krámu           | Könnyűsúly      | Yordenis Ugas (CUB) · 3-21     | kiesett                             | kiesett                          | kiesett           | kiesett           | 17.      |
| Nabíl Kászel          | Középsúly       |                                | Darren Sutherland (IRL) · 14-21 RSC | kiesett                          | kiesett           | kiesett           | 9.       |
| Abd el-Hafíd Bensabla | Félnehézsúly    | Dines Kumár (IND) · 23-3 RSCOS | Ramadán Jászer (EGY) · 13-6         | Csang Hsziao-ping (CHN) · 7-12   | kiesett           | kiesett           | 5.       |
| Abd el-Azíz Túílbíni  | Nehézsúly       |                                | Deontay Wilder (USA) · 4-10         | kiesett                          | kiesett           | kiesett           | 9.       |
| Neufel Vátah          | Szupernehézsúly |                                | José Payares (VEN) · 7-5            | Vjacseszlav Hlazkov (UKR) · 4-10 | kiesett           | kiesett           | 5.       |

RSC - a játékvezető megállította a mérkőzést (fejütés)

RSCOS - kipontozás: 20 pont volt a különbség a két ökölvívó között, ezért a játékvezető beszüntette a mérkőzést

## Röplabda

### Női
| #    | Név                   | Klub              | Kor                            | Magasság |
| ---- | --------------------- | ----------------- | ------------------------------ | -------- |
| 1    | Melínda Hanávi        | Istres Volleyball | 1990. március 18. (18 évesen)  | 175 cm   |
| 2    | Szérín Hanávi         | Istres Volleyball | 1988. január 10. (20 évesen)   | 172 cm   |
| 4    | Naszíma Benhamúd      | MC Algiers        | 1973. október 20. (34 évesen)  | 180 cm   |
| 7    | Ráuja Ruábhija        | Venelle           | 1978. június 25. (30 évesen)   | 178 cm   |
| 9    | Nárimen Madani        | NCB               | 1984. március 12. (24 évesen)  | 176 cm   |
| 10   | Fátima ez-Zahrá Úkázi | MC Algiers        | 1984. január 18. (24 évesen)   | 175 cm   |
| 11   | Múni Abd er-Rahím     | ASWB              | 1985. november 19. (22 évesen) | 173 cm   |
| 12   | Szafija Búhíma        | ASWB              | 1991. január 10. (17 évesen)   | 176 cm   |
| 13   | Navál Manszúri        | NCB               | 1985. augusztus 1. (23 évesen) | 172 cm   |
| 14   | Fáiza Tszábet         | Istres Volleyball | 1985. március 22. (23 évesen)  | 183 cm   |
| 17   | Lídija Úlmu           | Istres Volleyball | 1986. február 2. (22 évesen)   | 186 cm   |
| 18   | Tasszadít Ísszu       | ASWB              | 1989. június 19. (19 évesen)   | 183 cm   |
| Edző |                       |                   |                                |          |
|      | Mouloud Ikhdji        |                   |                                |          |

- Kor: 2008. augusztus 9-i kora

#### Eredmények
Csoportkör
B csoport
|                   |      | Mérkőzések | Mérkőzések | Pontok | Pontok | Pontok | Szettek | Szettek | Szettek |
| Csapat            | Pont | Gy         | V          | P+     | P–     | PA     | Sz+     | Sz–     | SzA     |
| ----------------- | ---- | ---------- | ---------- | ------ | ------ | ------ | ------- | ------- | ------- |
| Brazília (BRA)    | 10   | 5          | 0          | 377    | 226    | 1,668  | 15      | 0       | MAX     |
| Olaszország (ITA) | 9    | 4          | 1          | 372    | 315    | 1,181  | 12      | 4       | 3,500   |
| Oroszország (RUS) | 8    | 3          | 2          | 353    | 312    | 1,131  | 10      | 6       | 1,667   |
| Szerbia (SRB)     | 7    | 2          | 3          | 343    | 349    | 0,983  | 6       | 10      | 0,600   |
| Kazahsztán (KAZ)  | 6    | 1          | 4          | 323    | 404    | 0,800  | 4       | 13      | 0,308   |
| Algéria (ALG)     | 5    | 0          | 5          | 230    | 392    | 0,587  | 1       | 15      | 0,067   |

| 2008. augusztus 9. 12:30 | Algéria (ALG)                     | 0–3 | Brazília (BRA) | Capital Indoor Stadium, Peking Nézőszám: 12 000 Játékvezető: Liu Jiang (CHN), Ibrahim al-Naama (QAT) |
| 2008. augusztus 9. 12:30 | (11–25, 11–25, 10–25) Jegyzőkönyv |     |                | Capital Indoor Stadium, Peking Nézőszám: 12 000 Játékvezető: Liu Jiang (CHN), Ibrahim al-Naama (QAT) |

| 2008. augusztus 11. 10:00 | Algéria (ALG)                     | 0–3 | Szerbia (SRB) | Beijing Institute of Technology Gymnasium, Peking Nézőszám: 3100 Játékvezető: Janpen Jirakakul (THA), Liu Jiang (CHN) |
| 2008. augusztus 11. 10:00 | (14–25, 13–25, 13–25) Jegyzőkönyv |     |               | Beijing Institute of Technology Gymnasium, Peking Nézőszám: 3100 Játékvezető: Janpen Jirakakul (THA), Liu Jiang (CHN) |

| 2008. augusztus 13. 10:00 | Olaszország (ITA)                | 3–0 | Algéria (ALG) | Beijing Institute of Technology Gymnasium, Peking Nézőszám: 3400 Játékvezető: Karin Zahorcova (CZE), Janpen Jirakakul (THA) |
| 2008. augusztus 13. 10:00 | (25–7, 25–20, 25–12) Jegyzőkönyv |     |               | Beijing Institute of Technology Gymnasium, Peking Nézőszám: 3400 Játékvezető: Karin Zahorcova (CZE), Janpen Jirakakul (THA) |

| 2008. augusztus 15. 10:00 | Algéria (ALG)                     | 0–3 | Oroszország (RUS) | Beijing Institute of Technology Gymnasium, Peking Nézőszám: 3500 Játékvezető: Patricia Salvatore (USA), Osamu Sakaide (JPN) |
| 2008. augusztus 15. 10:00 | (11–25, 19–25, 10–25) Jegyzőkönyv |     |                   | Beijing Institute of Technology Gymnasium, Peking Nézőszám: 3500 Játékvezető: Patricia Salvatore (USA), Osamu Sakaide (JPN) |

| 2008. augusztus 17. 10:00 | Kazahsztán (KAZ)                         | 3–1 | Algéria (ALG) | Beijing Institute of Technology Gymnasium, Peking Nézőszám: 3500 Játékvezető: Patricia Salvatore (USA), Massimo Menghini (ITA) |
| 2008. augusztus 17. 10:00 | (25–18, 25–20, 17–25, 25–16) Jegyzőkönyv |     |               | Beijing Institute of Technology Gymnasium, Peking Nézőszám: 3500 Játékvezető: Patricia Salvatore (USA), Massimo Menghini (ITA) |

| Csapat        | Helyezés |
| ------------- | -------- |
| Algéria (ALG) | 11.      |

## Súlyemelés
Női
| Versenyző                | Versenyszám | Szakítás | Szakítás | Lökés                    | Lökés                    | Összesen | Helyezés |
| Versenyző                | Versenyszám | Eredmény | Helyezés | Eredmény                 | Helyezés                 | Összesen | Helyezés |
| ------------------------ | ----------- | -------- | -------- | ------------------------ | ------------------------ | -------- | -------- |
| Lejla Fránszoáz Laszváni | 63 kg       | 85,0     | 15.*     | érvényes kísérlet nélkül | érvényes kísérlet nélkül | kiesett  | kiesett  |

* - egy másik versenyzővel azonos eredményt ért el

## Tollaslabda
Férfi
| Versenyző      | Versenyszám | Selejtező         | 32-es főtábla                 | Nyolcaddöntő      | Negyeddöntő       | Elődöntő          | Bronz- mérkőzés   | Döntő             | Helyezés |
| Versenyző      | Versenyszám | Ellenfél Eredmény | Ellenfél Eredmény             | Ellenfél Eredmény | Ellenfél Eredmény | Ellenfél Eredmény | Ellenfél Eredmény | Ellenfél Eredmény | Helyezés |
| -------------- | ----------- | ----------------- | ----------------------------- | ----------------- | ----------------- | ----------------- | ----------------- | ----------------- | -------- |
| Nabíl Laszmári | Egyes       |                   | Peter Gade (DEN) · 6-21, 4-21 | kiesett           | kiesett           | kiesett           | kiesett           | kiesett           | 17.      |

## Úszás
Férfi
| Versenyző      | Versenyszám  | Előfutam | Előfutam | Előfutam | Elődöntő | Elődöntő | Elődöntő | Döntő   | Döntő    |
| Versenyző      | Versenyszám  | Idő      | Hely.    | Össz.    | Idő      | Hely.    | Össz.    | Idő     | Helyezés |
| -------------- | ------------ | -------- | -------- | -------- | -------- | -------- | -------- | ------- | -------- |
| Szalím Ílesz   | 50 m gyors   | 22,35    | 6.*      | 23.*     | kiesett  | kiesett  | kiesett  | kiesett | kiesett  |
| Nabíl Kebbáb   | 100 m gyors  | 49,38    | 4.       | 32.      | kiesett  | kiesett  | kiesett  | kiesett | kiesett  |
| Mahrez Mebárek | 200 m gyors  | 1:52,66  | 4.       | 51.      | kiesett  | kiesett  | kiesett  | kiesett | kiesett  |
| Szofján Daíd   | 100 m mell   | 1:02,45  | 7.       | 44.      | kiesett  | kiesett  | kiesett  | kiesett | kiesett  |
| Szofján Daíd   | 200 m mell   | 2:16,15  | 6.       | 42.      | kiesett  | kiesett  | kiesett  | kiesett | kiesett  |
| Mehdi Hamáma   | 200 m vegyes | 2:04,91  | 4.       | 41.      | kiesett  | kiesett  | kiesett  | kiesett | kiesett  |

* - egy másik versenyzővel azonos eredményt ért el

## Vívás
Női
| Versenyző       | Versenyszám       | Selejtező                   | 32-es főtábla            | Nyolcaddöntő      | Negyeddöntő       | Elődöntő          | Bronz- mérkőzés   | Döntő             | Helyezés |
| Versenyző       | Versenyszám       | Ellenfél Eredmény           | Ellenfél Eredmény        | Ellenfél Eredmény | Ellenfél Eredmény | Ellenfél Eredmény | Ellenfél Eredmény | Ellenfél Eredmény | Helyezés |
| --------------- | ----------------- | --------------------------- | ------------------------ | ----------------- | ----------------- | ----------------- | ----------------- | ----------------- | -------- |
| Anísza Helfávi  | Tőr, egyéni       | Hanna Thompson (USA) · 2-11 | kiesett                  | kiesett           | kiesett           | kiesett           | kiesett           | kiesett           | 38.      |
| Hádija Bentáleb | Párbajtőr, egyéni |                             | Szász Emese (HUN) · 4-15 | kiesett           | kiesett           | kiesett           | kiesett           | kiesett           | 26.      |